# Kaunas
Kaunas (Duits, archaïsch: Kauen, later Kowno, Pools: Kowno, Russisch: Каунас, vroeger: Ковно) is met 288.466 inwoners (2019) de tweede stad van Litouwen, na Vilnius. De stad ligt aan de Memel, ongeveer honderd kilometer ten westen van de hoofdstad Vilnius. In het Interbellum vervulde Kaunas de functie van hoofdstad, aangezien Vilnius toen tot Polen behoorde. Het is nu de hoofdstad van het district Kaunas. Kaunas is verder een stadsgemeente, om en rond de stad ligt de districtsgemeente Kaunas.  Sinds 2023 staat de modernistische architectuur van de stad op de Unesco-Werelderfgoedlijst. 

## Geschiedenis
De plek waar de rivieren Neris en Nemunas samenkomen heeft een lange geschiedenis van menselijke bewoning. In de 14e eeuw werd het stadje voor het eerst genoemd en werd er ook een burcht gebouwd als verdediging tegen de Duitse Orde. In 1408 verkreeg Kaunas stadsrechten, en in 1441 sloot de stad zich aan bij de Hanze. Een welvarende periode brak aan die duurde tot in de 17e eeuw.
Gedurende de overheersing door het Tsaristische Rusland was Kaunas een belangrijke plaats in de westelijke verdediging van het Russische rijk. De Russen bouwden een heel nieuw stadscentrum dat met het oude middeleeuwse centrum werd verbonden door een brede 2 km lange boulevard, de Vrijheidsboulevard (Laisvės alėja). Tevens werd de stad omgeven door een ring van negen forten.
Na de Eerste Wereldoorlog werd Litouwen weer een onafhankelijke staat. Omdat Vilnius in 1920 door Polen werd geannexeerd, werd Kaunas de hoofdstad van Litouwen. De status van tijdelijke hoofdstad bleef van kracht tot juni 1940 toen Litouwen werd geannexeerd door de Sovjet-Unie. Voor de Tweede Wereldoorlog telde de stad een belangrijke Joodse gemeenschap. Door de Duitse bezetter werd deze bevolkingsgroep voor het grootste deel vermoord (zie Getto van Kovno). 
Vilnius werd nadien weer de hoofdstad van Litouwen, nu lijkt de politieke rol van Kaunas uitgespeeld. De stad neemt nog een belangrijke plaats in in de psyche van het Litouwse volk als echte "Litouwse" stad; meer dan 90% van de bevolking is nog Litouws. In de nadagen van de Sovjet-Unie kwamen de inwoners geregeld in opstand tegen het regime.
Na de val van het communisme is de stad in rap tempo gemoderniseerd. De oude binnenstad is gerestaureerd en de Laisvės alėja is veranderd in een brede winkelpromenade.

## Partnersteden
- Brno (Tsjechië)
- Los Angeles (Verenigde Staten)
- Tampere, (Finland)
- Tartu (Estland), sinds 1993
- Cava de' Tirreni (Italië), sinds 2007

## Geboren
- Hermann Minkowski (1864-1909), wiskundige
- Emma Goldman (1869-1940), anarchiste en feministe
- Vlado Perlemuter (1904-2002), Frans pianist van Litouwse afkomst
- Emmanuel Lévinas (1906-1995), Frans filosoof van Litouwse afkomst
- Nina Schenk von Stauffenberg (1913-2006), Duits echtgenote van Claus von Stauffenberg
- Jacques Sernas (1925-2015), Frans acteur van Litouwse afkomst
- Valdas Adamkus (1926), politicus
- Vytautas Žalakevičius (1930-1996), filmregisseur
- George Maciunas (1931-1978), Amerikaans kunstenaar van Litouwse afkomst (Fluxus)
- Vytautas Landsbergis (1932), staatsman en musicus
- Władysław Komar (1940-1998), Pools kogelstoter
- Sigitas Jakubauskas (1958), voetballer
- Gintautas Umaras (1963), wielrenner
- Arvydas Sabonis (1964), basketballer
- Darius Labanauskas (1976), darter
- Gediminas Mažeika (1978), voetbalscheidsrechter
- Marius Stankevičius (1981), voetballer
- Edita Vilkevičiūtė (1989), model
- Ieva Zasimauskaitė (1993), zangeres
- Rūta Meilutytė (1997), zwemster
- Beatrich (1998), zangeres

Andere hanzen: Vlaamse Hanze van Londen · Hanze der XVII steden